# Cinema bengali
Cinema bengali se refere a indústria cinematográfica de língua bengali que se localiza na região de Bengala no sul da Ásia. Existem dois grandes centros cinematográficos nessa região: um em Dhaka, Bangladesh e o outro em Kolkata, Índia.

## História inicial
A história do cinema bengali vem deste a década de 1890, quando ocorreram a primeiras projecções de "bioscópio" nos teatros de Kolkata. Um década depois as primeiras sementes da indústria foram semeadas por Hiralal Sen. Ele estabeleceu a Royal Bioscope Company, que produzia cenas de produções teatrais populares. Muito tempo depois do trabalho de Sen, Dhirendra Nath Ganguly (conhecido como D.G) estabeleceu a Indo British Film Co, em 1918. Contudo, o primeiro filme bengali, Billwamangal, foi produzido em 1919, pela Madan Theatre. Bilat Ferat foi a primeira produção da Indo British Film Co em 1921. Jamai Shashthi, filme produzido pela Madan Theatre foi o primeiro filme sonoro bengali. Foi nesta época que Pramathesh Barua e Debaki Bose atingiram o pico da sua popularidade. Barua dirigiu vários filmes que exploraram novas dimensões no cinema indiano. Debaki Bose dirigiu Chandidas em 1932; este filme foi um marco no que diz respeito às técnicas de gravação do som.
Uma longa história passou a ser construída, passando por marcos como Satyajit Ray, Mrinal Sen e Ritwik Ghatak e outros que ganharam fama e respeito internacional, assegurando o seu lugar na história do Cinema.

## Indústria Cinematográfica de Bengala Ocidental

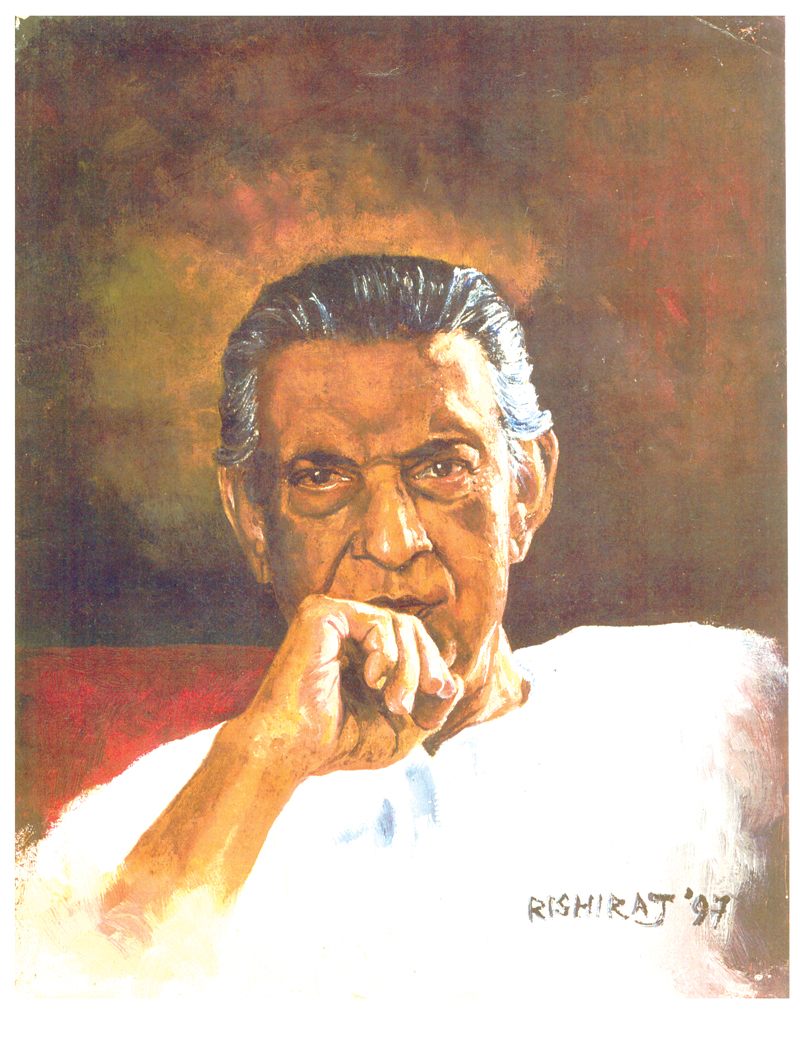
Satyajit Ray

A contribuição da indústria de cinema bengali para o cinema indiano, é bastante significativa. Baseada em Tollygunge, uma área ao sul de Kolkata, no estado de Bengala Ocidental tem uma orientação mais inclinada para o cinema artístico do que os habituais filmes musicais produzidos no resto da Índia. No passado a indústria de Bengala Ocidental gozou de um prestígio muito grande dentro do cinema Indiano devido a produtores e diretores como Satyajit Ray, que recebeu um óscar honorário, e recebeu as condecorações civis mais elevadas da Índia e França, o Bharat Ratna e a Legião de Honra respetivamente, e Mrinal Sen, que recebeu a distinção de Comandante da Ordre des Arts et des Lettres e a Ordem da Amizade, uma condecoração russa.
Outros cineastas proeminentes da indústria bengali são Bimal Roy, Ritwik Ghatak, e Aparna Sen. A indústria bengali produziu clássicos como 'Pather Panchali', 'Devi', 'Jalsaghar', 'Devdas', 'Neel Akasher Neechey', 'Meghe Dhaka Tara' etc.
O ator bengali mais conhecido até à data foi Uttam Kumar; ele e Suchitra Sen eram conhecidos como o Par Eterno na década de 1950. Soumitra Chatterjee é um ator notável, tendo atuado em vários filmes de Satyajit Ray, e é considerado o rival de Uttam Kumar na década de 1960. Ele ficou conhecido pelo papel de Feluda no filme Sonar Kella e Joy Baba Felunath, escrito e dirigido por Ray.
Contudo na década de 1980 a indústria de cinema bengali passou por uma grande mudança, deixando um pouco de lado a sua abordagem emocional e artística e se aproximando mais da mais popular indústria de cinema hindi, conhecida como Bollywood. Nesta época vários atores e atrizes gozaram de popularidade, incluindo Tapas Pal, Prasenjit Chatterjee, Chiranjit, Rituparna Sengupta e outros. Perto do fim da década de 1990, diretores como Rituparno Ghosh, Gautam Ghose, Aparna Sen, Sandip Ray entre outros, produziram vários filmes aclamados tanto pelos críticos como pelo público. Estes incluem Unishe April, Titli, Mr. and Mrs. Iyer, Bombaiyer Bombete.
A indústria bengali se expandiu para um público que alcança agora 340 milhões em Bangladesh, Bengala Ocidental, Tripura e Assam. No entanto esta indústria sofre de uma má rede de distribuição, o que faz com que, embora sejam produzidos em média 50 filmes por ano, apenas 30 cheguem aos cinemas.

## Cinema Bangladeshi
A indústria de cinema bangladeshi tem a sua base em Dhaka. Em 2004, produzia aproximadamente 100 filmes por ano.
A maioria dos filmes bangladeshis é puramente comercial. No entanto alguns diretores do Bangladesh conseguiram atingir a aclamação por parte dos críticos pelo seu trabalho notável. Exemplos disso são Zahir Raihan, Khan Ataur Rahman, Salahuddin, Alamgir Kabir, Amjad Hussain, Moshiuddin Shaker, Sheikh Niyamat Ali, Humayun Ahmed, Morshedul Islam, Tanvir Mokammel, Tareque Masud. Um dos primeiros filmes produzidos no Bangladesh depois da independência foi Titash Ekti Nadir Naam (Um rio chamado Titas) em 1973, dirigido por Ritwik Ghatak.
Matir Moina, do diretor Masud, ganhou vários prémios internacionais nos festivais de Endinburgh, Palm Springs, Montreal, Cairo e Cannes. Outro filme aclamado internacionalmente foi Morshedul Islam, com dois prémios no Festival Internacional de Mannheim-Heidelberg e em outros festivais internacionais.